# Anne Hald
Anne Hald Jensen (* 2. März 1990 in Sønderborg) ist eine dänische Badmintonspielerin, die seit Anfang 2010 für Griechenland startet.

## Karriere
Anne Hald Jensen gewann schon als Juniorin die Slovak International 2007. 2009 wurde sie Zweite bei den Turkey International und siegte bei den Kharkov International. 2010 war sie bei den Kenya International, mittlerweile für Griechenland startend, erfolgreich.

## Sportliche Erfolge
| Saison    | Veranstaltung                                    | Disziplin   | Platz | Name                                                |
| --------- | ------------------------------------------------ | ----------- | ----- | --------------------------------------------------- |
| 2002/2003 | Dänemark: Einzelmeisterschaften der Junioren U13 | Mixed       | 1     | Mark Kruse, Knudsker / Anne Hald Jensen, Broager    |
| 2002/2003 | Dänemark: Einzelmeisterschaften der Junioren U13 | Dameneinzel | 1     | Anne Hald Jensen, Broager                           |
| 2004/2005 | Dänemark: Einzelmeisterschaften der Junioren U15 | Dameneinzel | 1     | Anne Hald Jensen, Erritsø                           |
| 2006/2007 | Dänemark: Einzelmeisterschaften der Junioren U17 | Dameneinzel | 1     | Anne Hald Jensen, Erritsø                           |
| 2007      | Slovak International                             | Dameneinzel | 1     | Anne Hald Jensen                                    |
| 2008/2009 | Dänemark: Einzelmeisterschaften der Junioren U19 | Damendoppel | 1     | Anne Skelbæk, Værløse / Anne Hald Jensen, Aarhus AB |
| 2009      | Türkei: Internationale Meisterschaften           | Dameneinzel | 2     | Anne Hald Jensen                                    |
| 2009      | Kharkov International                            | Dameneinzel | 1     | Anne Hald                                           |
| 2009      | Junioren-Europameisterschaft                     | Dameneinzel | 1     | Anne Hald                                           |
| 2010      | Kenya International                              | Dameneinzel | 1     | Anne Hald                                           |
| 2011      | Türkiye Open Antalya                             | Dameneinzel | 1     | Anne Hald                                           |
| 2011      | Santo Domingo International                      | Dameneinzel | 1     | Anne Hald                                           |
| 2011      | Santo Domingo International                      | Damendoppel | 1     | Anne Hald / Barbara Matias                          |